# Microchrysa latifrons
Microchrysa latifrons är en tvåvingeart som först beskrevs av Samuel Wendell Williston  1900.  Microchrysa latifrons ingår i släktet Microchrysa och familjen vapenflugor. Inga underarter finns listade i Catalogue of Life.